# Mannweiler-Cölln
Mannweiler-Cölln är en kommun i Donnersbergkreis i förbundslandet Rheinland-Pfalz i Tyskland. Kommunen bildades den 7 juni 1969 genom en sammanslagning av kommunerna Mannweiler och Cölln.
Kommunen ingår i kommunalförbundet Verbandsgemeinde Nordpfälzer Land tillsammans med ytterligare 35 kommuner.